# Tiziano Gravier
Tiziano Gravier (* 12. März 2002 in Buenos Aires) ist ein argentinischer Skirennläufer. Er startet als Allrounder in allen Disziplinen.

## Karriere
Gravier gab sein Renndebüt am 26. Juli 2018 bei einem FIS-Riesenslalom in El Colorado. Sein erstes internationales Großereignis bestritt er im Februar 2019 bei den Juniorenweltmeisterschaften in Val di Fassa, wo er mit Rang 58 im Riesenslalom sein bestes Ergebnis erzielte.
Einen ersten Achtungserfolg konnte er 2020 bei den Olympischen Jugend-Winterspielen in Lausanne verzeichnen, als er im Super-G den 7. Platz belegte. Bei den Juniorenweltmeisterschaften in Narvik, nur wenige Wochen später, konnte er diesen Erfolg nicht wiederholen. So belegte er dort in Abfahrt und Super-G lediglich die Ränge 48 bzw. 44. Zu weiteren eventuellen Starts kam es nicht, da die Weltmeisterschaften aufgrund der Coronavirus-Pandemie abgebrochen wurden.
2021 konnte sich Gravier bei seinen ersten Weltmeisterschaften in der Erwachsenenklasse im Riesenslalom überraschend für das Finale der besten 30 qualifizieren und belegte in der Endabrechnung sogar den 22. Platz, womit er drittbester Nicht-Europäer wurde. Lediglich der US-Amerikaner River Radamus auf Platz 11 und der Japaner Seigo Katō auf Platz 18 waren schneller.
Seinen bisher größten Karriereerfolg feierte Gravier 2022 mit dem Gewinn der Gesamtwertung des South American Cups. Zudem sicherte er sich den Sieg in der Kombinationswertung und belegte den 4. Platz in der Abfahrts- bzw. Riesenslalomwertung. Im Zuge dieses Erfolges gewann er sein erstes Rennen bei einer Kontinentalen Rennserie. Er siegte bei der Kombination von Corralco.
Am 22. Dezember 2022 gab Gravier sein Weltcupdebüt beim Slalom von Madonna di Campiglio, wobei er jedoch bereits im ersten Durchgang ausschied.

## Erfolge

### Weltmeisterschaften
- Cortina d’Ampezzo 2021: 22. Riesenslalom
- Courchevel/Méribel 2023: 34. Riesenslalom, 40. Super-G, DNF Slalom, DNF Alpine Kombination
- Saalbach-Hinterglemm 2025: 9. Mannschaftswettbewerb, 34. Super-G, 45. Abfahrt

### Juniorenweltmeisterschaften
- Val di Fassa 2019: 58. Riesenslalom, DNF Slalom
- Narvik 2020: 44. Super-G, 48. Abfahrt
- Bansko 2021: 34. Super-G, DNF Riesenslalom, DNF Slalom
- Panorama 2022: 36. Riesenslalom, 43. Super-G, DNF Abfahrt, DNF Slalom, DNF Alpine Kombination
- St. Anton 2023: 16. Abfahrt, 25. Slalom, DNF Super-G, DNF Riesenslalom
- Saalbach-Hinterglemm 2025: 20. Team-Kombination, 37. Abfahrt

### South American Cup
- Saison 2022: 1. Gesamtwertung, 1. Kombinationswertung, 4. Abfahrtswertung, 4. Riesenslalomwertung, 5. Super-G-Wertung
- Saison 2024: 1. Gesamtwertung, 1. Riesenslalomwertung, 2. Super-G-Wertung, 5. Abfahrtswertung
- 9 Podestplätze, davon 4 Siege

| Datum             | Ort            | Land        | Disziplin    |
| ----------------- | -------------- | ----------- | ------------ |
| 1. September 2022 | La Parva       | Chile       | Kombination  |
| 5. August 2024    | Chapelco       | Argentinien | Riesenslalom |
| 8. August 2024    | Cerro Catedral | Argentinien | Riesenslalom |
| 31. August 2024   | El Colorado    | Chile       | Riesenslalom |

### Nor-Am Cup
- 4 Platzierungen unter den besten 30

### Olympische Jugend-Winterspiele
- Lausanne 2020: 7. Super-G, 11. Mannschaft, 15. Slalom, 19. Riesenslalom, DNF Alpine Kombination

### Weitere Erfolge
- Argentinischer Vizemeister im Slalom (2021)
- Bronze bei den Argentinischen Meisterschaften im Riesenslalom (2021)
- 3 Siege bei FIS-Rennen